# Championnat de Roumanie de football 1932-1933
Navigation
Saison précédente Saison suivante
La saison 1932-1933 du Championnat de Roumanie de football était la 21e édition de la première division roumaine. Le championnat est totalement modifié : la formule de la coupe rassemblant les champions régionaux laisse place à une forme plus classique avec 14 équipes, groupées en 2 poules, où chaque club rencontre tous ses adversaires 2 fois, à domicile et à l'extérieur. Le titre de champion de Roumanie est joué lors d'une finale en matchs aller-retour entre les 2 premiers de chaque groupe.
C'est le Ripensia Timișoara qui remporte la compétition et décroche le premier titre de champion de Roumanie de son histoire.

## Les 14 clubs participants
| - Ripensia Timișoara - Venus FC Bucarest - AMEF Arad - Gloria CFR Arad - Șoimii Sibiu - Universitatea Cluj-Napoca - Unirea Tricolor Bucarest | - CFR Bucarest - Clubul Atletic Oradea - Tricolor Ploiesti - Romania Cluj - Crișana Oradea - Brașovia Brașov - RGM Timișoara |

## Compétition

### Première phase

#### Groupe I
| Rang | Équipe             | Pts | J  | G  | N | P | Bp | Bc | Diff |
| ---- | ------------------ | --- | -- | -- | - | - | -- | -- | ---- |
| 1    | Ripensia Timișoara | 20  | 12 | 10 | 0 | 2 | 49 | 10 | +39  |
| 2    | CFR Bucarest       | 17  | 12 | 8  | 1 | 3 | 34 | 15 | +19  |
| 3    | Crișana Oradea     | 15  | 12 | 7  | 1 | 4 | 22 | 22 | 0    |
| 4    | Gloria CFR Arad    | 13  | 12 | 6  | 1 | 5 | 21 | 20 | +1   |
| 5    | Tricolor Ploiești  | 9   | 12 | 3  | 3 | 6 | 12 | 27 | -15  |
| 6    | Romania Cluj       | 6   | 12 | 2  | 2 | 8 | 11 | 25 | -14  |
| 7    | Șoimii Sibiu       | 4   | 12 | 1  | 2 | 9 | 7  | 37 | -30  |

|  | Qualifié pour la finale pour le titre            |
|  | Participation au pré-barrage de relégation       |
|  | Participation au barrage de promotion-relégation |

| Résultats (▼dom., ►ext.) | Rip | CFR | Cri | Glo | Tri  | Rom | Soi |
| Ripensia Timișoara       |     | 2-1 | 9-1 | 4-1 | 11-0 | 3-0 | 6-0 |
| CFR Bucarest             | 3-2 |     | 4-0 | 3-1 | 2-0  | 2-1 | 0-1 |
| Crișana Oradea           | 0-1 | 1-1 |     | 2-1 | 4-1  | 3-0 | 5-1 |
| Gloria CFR Arad          | 4-3 | 3-2 | 0-2 |     | 1-1  | 4-0 | 3-2 |
| Tricolor Ploiești        | 0-1 | 0-3 | 4-1 | 3-0 |      | 1-1 | 4-0 |
| România Cluj             | 0-4 | 3-4 | 0-1 | 1-2 | 2-0  |     | 3-1 |
| Șoimii Sibiu             | 0-3 | 1-9 | 0-2 | 0-1 | 1-1  | 0-0 |     |

#### Groupe II
| Rang | Équipe                    | Pts | J  | G | N | P  | Bp | Bc | Diff |
| ---- | ------------------------- | --- | -- | - | - | -- | -- | -- | ---- |
| 1    | Universitatea Cluj-Napoca | 18  | 12 | 8 | 2 | 2  | 24 | 15 | +9   |
| 2    | CA Oradea                 | 17  | 12 | 8 | 1 | 3  | 30 | 17 | +13  |
| 3    | Unirea Tricolor Bucarest  | 16  | 12 | 7 | 2 | 3  | 31 | 21 | +10  |
| 4    | Venus FC Bucarest (T)     | 16  | 12 | 6 | 4 | 2  | 34 | 17 | +17  |
| 5    | AMEF Arad                 | 8   | 12 | 4 | 0 | 8  | 17 | 35 | -18  |
| 6    | RGM Timișoara             | 8   | 12 | 3 | 2 | 7  | 17 | 27 | -10  |
| 7    | Brașovia Brașov           | 1   | 12 | 0 | 1 | 11 | 10 | 31 | -21  |

|  | Qualifié pour la finale pour le titre            |
|  | Participation au pré-barrage de relégation       |
|  | Participation au barrage de promotion-relégation |

| Résultats (▼dom., ►ext.)  | Uni | CAO | Tri | Ven | Ara | Tim | Bra |
| Universitatea Cluj-Napoca |     | 0-2 | 4-3 | 1-0 | 2-0 | 1-0 | 3-2 |
| CA Oradea                 | 1-0 |     | 7-3 | 0-0 | 2-0 | 5-0 | 3-0 |
| Unirea Tricolor Bucarest  | 2-2 | 1-0 |     | 3-1 | 4-1 | 4-1 | 3-1 |
| Venus FC Bucarest         | 3-3 | 6-0 | 4-2 |     | 6-1 | 2-0 | 3-1 |
| AMEF Arad                 | 1-3 | 3-2 | 0-4 | 3-6 |     | 3-2 | 2-0 |
| RGMT Timișoara            | 1-2 | 2-4 | 0-0 | 2-2 | 4-1 |     | 3-2 |
| Brașovia Brașov           | 0-3 | 2-4 | 0-2 | 1-1 | 0-2 | 1-2 |     |

#### Finale pour le titre
| 9 juillet 1933 | Ripensia Timișoara                             | 5 - 3 | Universitatea Cluj-Napoca            | Timișoara                                                      |                                                                |
|                | Ciolac 16e · Blindea 22e · Dobay 34e, 49e, 85e |       | Ștefanescu 5e · Sepi 25e · Sarbu 77e | Spectateurs : 2 500 Arbitrage : M. Costel Rădulescu (Bucarest) | Spectateurs : 2 500 Arbitrage : M. Costel Rădulescu (Bucarest) |

| 16 juillet 1933 | Universitatea Cluj-Napoca | 0 - 0 | Ripensia Timișoara | Cluj                                                       |
|                 |                           |       |                    | Spectateurs : 1 600 Arbitrage : M. Teofil Morariu (Oradea) |

#### Barrages promotion-relégation

##### Pré-barrages pour la relégation
Les 2 clubs classés 6e des 2 poules se rencontrent afin de connaître le 3e club qui va participer aux barrages de promotion-relégation face à 3 clubs de Divizia B. Le vainqueur de ce duel est quant à lui assuré de jouer parmi l'élite la saison prochaine.
| Équipe 1      | Résultat | Équipe 2     | Aller | Retour |
| ------------- | -------- | ------------ | ----- | ------ |
| RGM Timișoara | 2 - 4    | Romania Cluj | 1 - 2 | 1 - 2  |

- Romania Cluj se maintient en première division tandis que RGM Timișoara doit disputer un barrage face à un club de D2.

##### Barrages promotion-relégation
| Équipe 1             | Résultat | Équipe 2                  | Aller | Retour | Appui |
| -------------------- | -------- | ------------------------- | ----- | ------ | ----- |
| Șoimii Sibiu (D1)    | 4 - 3    | Tricolor Baia Mare (D2)   | 1 - 1 | 2 - 2  | 1 - 0 |
| RGM Timișoara (D1)   | 2 - 4    | Juventus FC Bucarest (D2) | 4 - 5 | 0 - 1  |       |
| Brașovia Brașov (D1) | 4 - 2    | Dragos Voda Cernăuți (D2) | 3 - 1 | 1 - 1  |       |

- RGM Timișoara est relégué en Divizia B tandis que Juventus FC Bucarest est promu en première division.

## Bilan de la saison
| Tableau d'Honneur                   |                    |
| Compétition                         | Vainqueur          |
| Championnat de Roumanie de football | Ripensia Timișoara |

| Promotions et relégations |                                                             |
| Promus en Divizia A       | Juventus FC Bucarest Chinezul Timișoara Muresul Targu Mures |
| Relégué en Divizia B      | RGM Timișoara                                               |